# Škoda Joyster

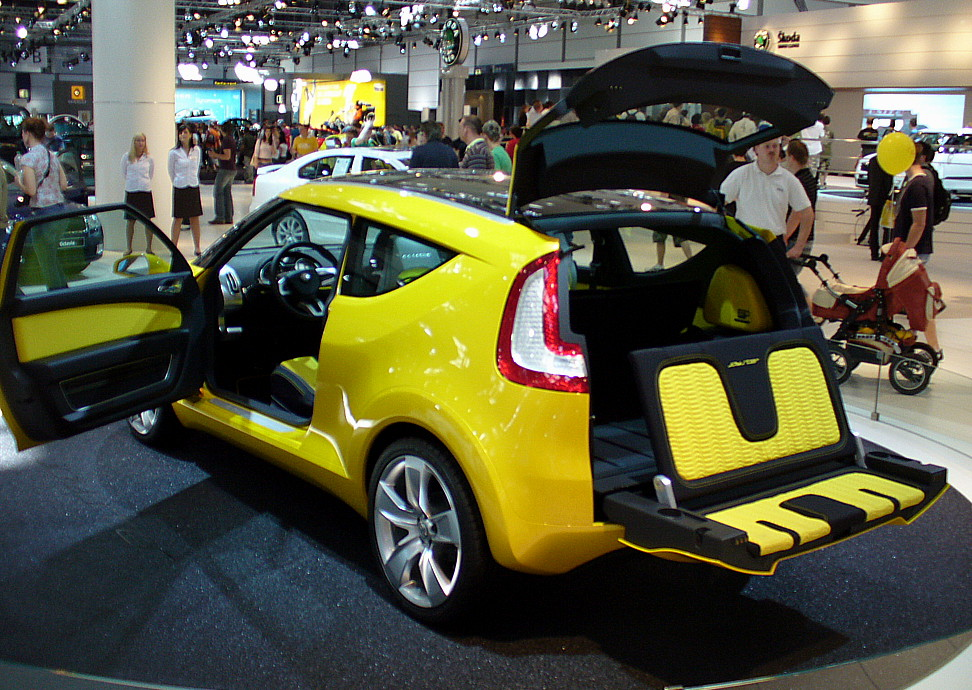
Zadní část Joysteru s dvoudílnými zadními dveřmi a rozkládací sedačkou

Škoda Joyster je koncept automobilu, který představila Škoda Auto na Pařížském autosalonu v říjnu 2006. Škoda Joyster je třídveřový hatchback, který chce svým sportovním vzhledem přilákat hlavně mladší generaci zákazníků. Vůz má odsouvací střechu a rozkládací lavičku v dvoudílných dveřích zavazadlového prostoru. V roce 2007 byl koncept Joysteru zrušen.
Koncept Joyster měl dostat do vínku benzínový motor 1,4 o výkonu 86 koní (jako základ). Další motorizací měly být naftové přeplňované motory TDI o výkonech 80 a 105 koní. Dokonce se uvažovalo o RS verzi, která by měla pod kapotou motor o výkonu 140 koní. Avšak ze všech těchto plánů sešlo a Škoda Joyster je v současné době v mladoboleslavském Škoda Muzeu.